# Compagnie aérienne cargo
Pour les articles homonymes, voir Cargo (homonymie).

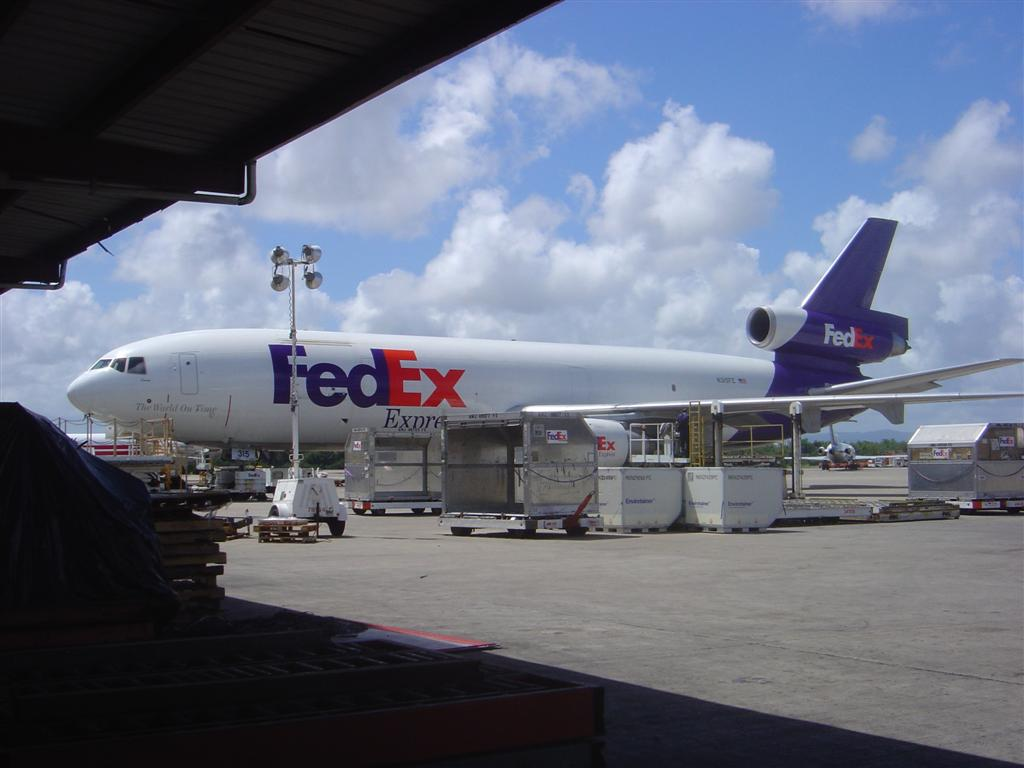
FedEx est la plus importante compagnie aérienne cargo.

Une compagnie aérienne cargo est une compagnie aérienne spécialisée dans le transport de fret. Certaines compagnies cargo sont des subdivisions de compagnies aériennes de passagers.

## Flottes

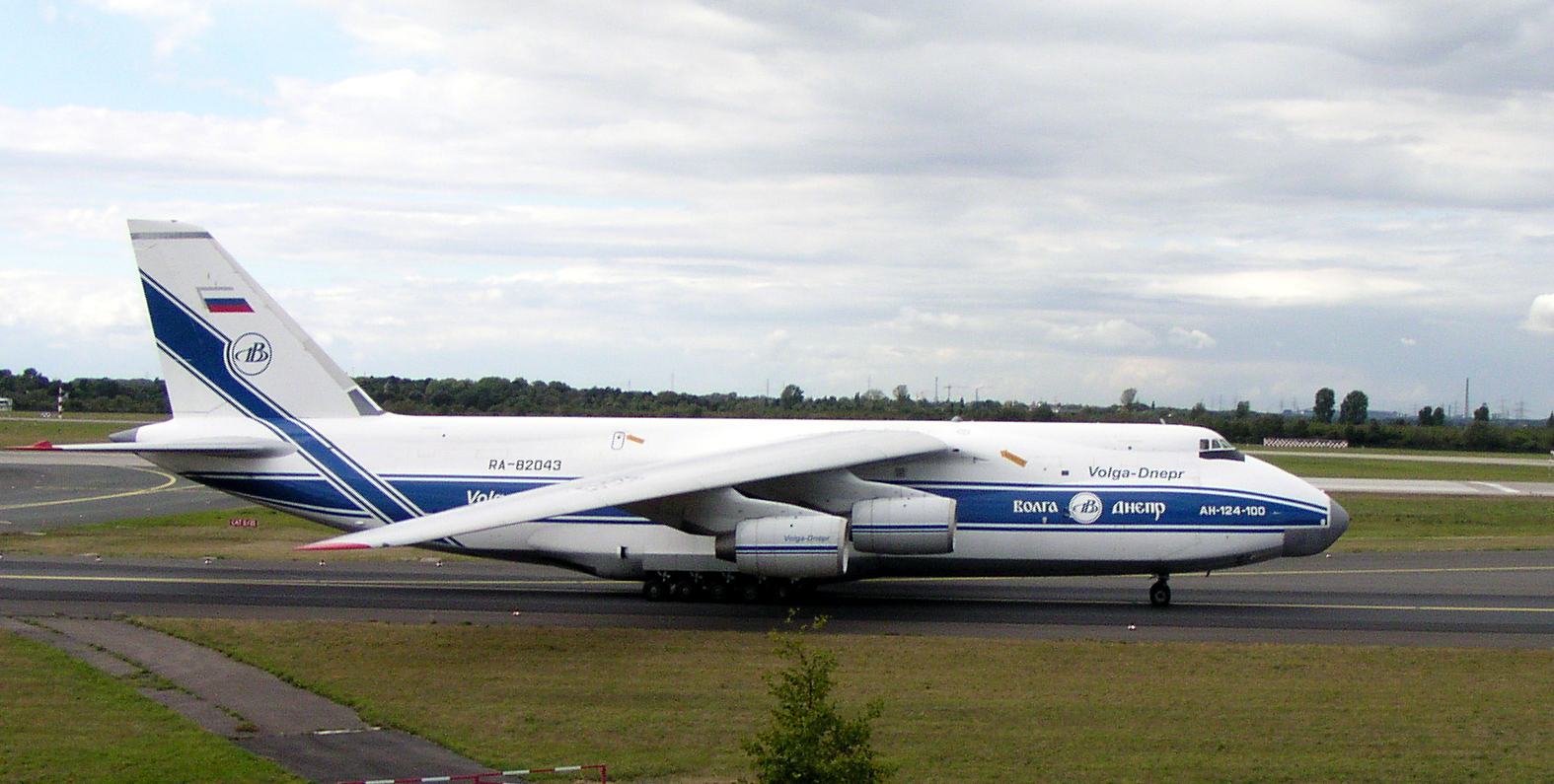
Antonov An-124 de la Volga-Dnepr Airlines

La plupart des compagnies aériennes cargo prèfèrent utiliser des appareils récents afin de transporter leur fret. Les avions les plus courants chez ces compagnies sont les Airbus A300, les McDonnell Douglas DC-10 et les Boeing 747. Cependant, encore beaucoup d'entre elles afrètent d'anciens modèles comme des Boeing 707, Boeing 727, Boeing 747-100, Boeing 747-200, Douglas DC-8 ou encore Iliouchine Il-76. À ce jour, le plus gros avion cargo civil est l'Antonov An-124 
De temps en temps des compagnies cargo transportent également des passagers dans leurs vols. UPS avait autrefois tenté sans succès de fonder une division charter de son activité.

## Principalescompagnies aériennescargo

### Uniquement cargo
- ABX Air
- Airnet Express
- Air Hong Kong

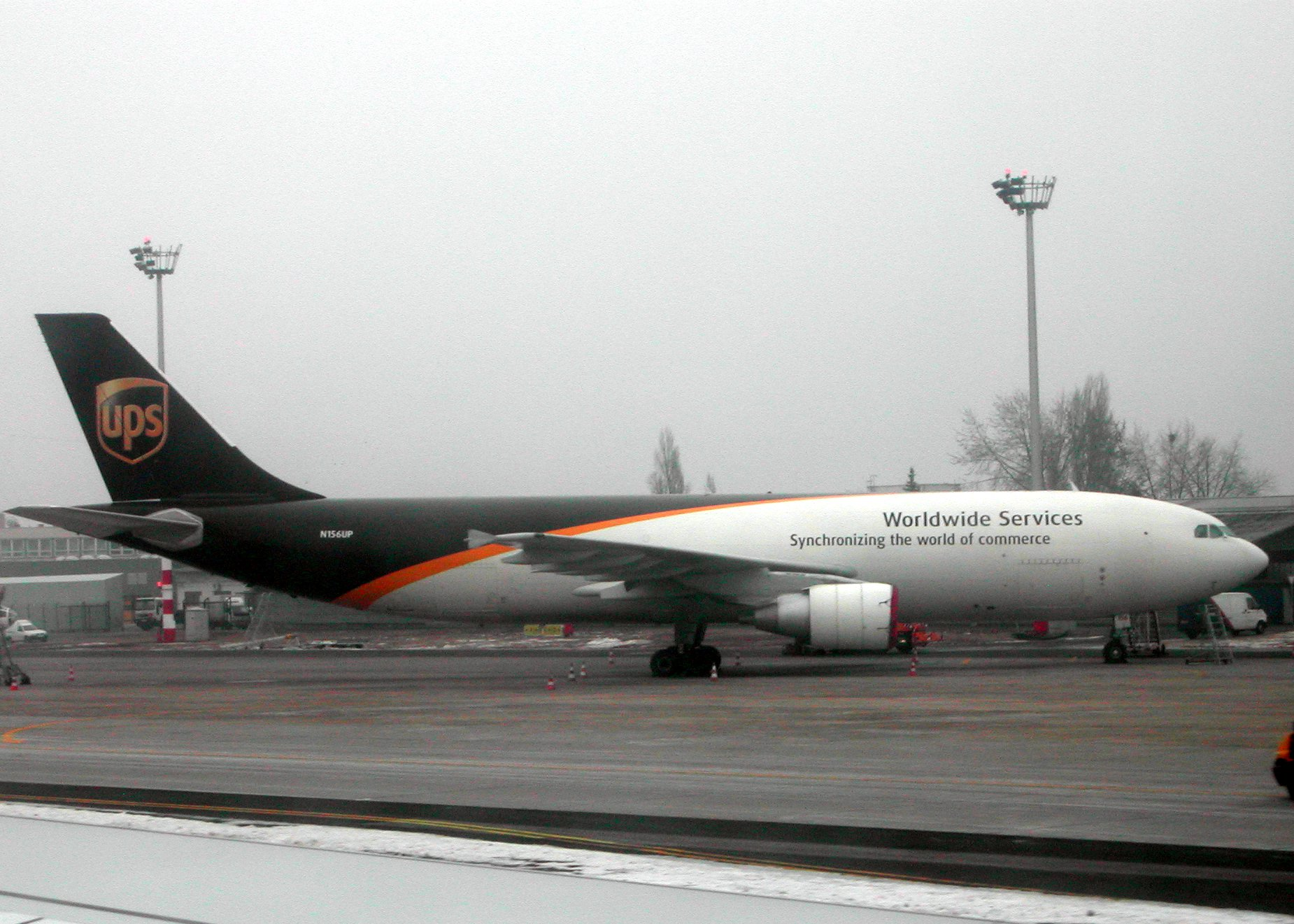
Airbus A300 d'UPS

- American International Airways/Kalitta
- Atlas Air
- Burlington Air Express
- Cargo 360
- Cargojet Airways
- Cargolux
- Challenger Air Cargo
- DHL Aviation
- Emerald Air
- Emery Worldwide
- Evergreen International Airlines
- Express Air Cargo
- FedEx
- Fine Air
- Flying Tiger Line
- Gemini Air Cargo (en)
- Heavylift Cargo Airlines
- Kalitta Air
- Kelowna Flightcraft (on behalf of Purolator Inc.)
- Magma Aviation
- Martinair Holland
- MNG Airlines Cargo
- National Air Cargo
- Polar Air Cargo
- Raya Airways (ex-Transmile)
- Seaboard World Airlines
- Star Air S/A (Maersk)
- TNT
- Tol Air
- UPS
- Volga-Dnepr Airlines

### Divisions cargo
- Aeromexpress
- Air France-KLM Cargo
- Air Canada Cargo
- Asiana Airlines Cargo
- Avianca Cargo
- CMA CGM Air Cargo (division cargo aérien de l'armateur CMA CGM)
- Emirates SkyCargo
- Ethiopian Cargo
- Etihad Cargo
- KLM Cargo
- LAN Cargo
- Lufthansa Cargo
- Nippon Cargo Airlines (associée à All Nippon Airways)
- SAS Cargo Group
- Singapore Airlines
- Royal Air Maroc Cargo

### Même entité
- Cathay Pacific
- China Airlines
- Malaysia Airlines
- Hong Kong Airlines

## Les plus grandescompagnies aériennescargo par tonne-kilomètres transportés

### Total tonne-kilomètres transportés en 2014[2]
1. Federal Express 15,799 millions
2. Emirates 12,157 millions
3. United Parcel Service 10,807 millions
4. Cathay Pacific 9,935 millions
5. Korean Air Lines 7,761 millions
6. Qatar Airways 7,660 millions
7. Lufthansa Cargo 6,888 millions

### Total tonne-kilomètres transportés en 2004
1. Federal Express 14,579 millions
2. Korean Air 8,264 millions
3. Lufthansa Cargo 8,040 millions
4. United Parcel Service 7,353 millions
5. Singapore Airlines 7,143 millions
6. Cathay Pacific 5,876 millions
7. China Airlines 5,642 millions
8. Eva Airways 5,477 millions
9. Air France 5,388 millions
10. Japan Airlines 4,924 millions

### Tonne-kilomètres transportés sur les réseaux internationaux en 2004
1. Korean Air 8,164 million
2. Lufthansa Cargo 8,028 million
3. Singapore Airlines Cargo 7,143 million
4. Cathay Pacific 5,876 million
5. China Airlines 5,642 million
6. Federal Express 5,595 million
7. Eva Airways 5,477 million
8. Air France 5,384 million
9. British Airways 4,771 million
10. Cargolux 4,670 million

### Tonne-kilomètres transportés sur les réseaux domestiques en 2004
1. Federal Express 8,984 millions
2. United Parcel Service 4,260 millions
3. Northwest Airlines 0,949 million
4. China Southern Airlines 0,860 million
5. American Airlines 0,576 million
6. Delta Air Lines 0,557 million
7. Air China 0,531 million
8. United Airlines 0,525 million
9. Cargojet Airways 0,517 million
10. China Eastern Airlines 0,458 million

### Source
- Association internationale du transport aérien.